# Peter Wijker
Peter Wijker (Heerhugowaard, 20 juli 1971) is een Nederlands oud-profvoetballer die in 2007 zijn laatste officiële wedstrijd speelde in het betaalde voetbal. Hij beëindigde zijn actieve carrière bij FC Volendam. In vijftien seizoenen speelde Wijker 430 wedstrijden voor AZ en FC Volendam waarin hij 24 maal wist te scoren. Zijn positie was centraal in de verdediging.

## Carrière
Peter Wijker – voormalig amateur van Odin '59 en ADO'20 – debuteerde in het seizoen 1993/1994 op 22-jarige leeftijd in het betaalde voetbal. Onder trainer Piet Schrijvers voetbalde hij zijn eerste profwedstrijd voor AZ dat toen uitkwam in de Eerste divisie. Het eerste jaar was erg succesvol voor Wijker. Naast het veroveren van een basisplaats, wist AZ ook beslag te leggen op de derde plaats in de competitie.
In de jaren die volgden was er afwisselend succes. Met Wijker als vaste waarde werd AZ in 1996 kampioen van de Eerste divisie en promoveerde het naar de Eredivisie. AZ bleek nog niet rijp genoeg voor het hoogste niveau, wat een seizoen later resulteerde in directe degradatie. Onder impuls van de in 1993 begonnen ambitieuze voorzitter Dirk Scheringa werd de spelersselectie zodanig versterkt, dat in 1998 opnieuw het kampioenschap van de Eerste divisie gevierd kon worden.
Vanaf het seizoen 1998/1999 speelde AZ enkele jaren als stabiele middenmoter in de Eredivisie. Wijker was inmiddels gepromoveerd tot aanvoerder van het elftal. Met de komst van Co Adriaanse in 2002 veranderde er echter veel. Niet alleen werden de prestaties van AZ steeds beter, Wijkers rol hierin werd steeds minder belangrijk. Uiteindelijk belandde de verdediger op de bank en mocht hij slechts sporadisch als invaller meedoen. In 2004 besloot toenmalig Directeur Voetbalzaken Martin van Geel het aflopende contract van Wijker niet te verlengen. Peter Wijker speelde in elf seizoenen uiteindelijk 316 wedstrijden voor AZ voordat hij medio 2004 vertrok naar FC Volendam.
FC Volendam – op dat moment uitkomend in de Eerste divisie – werd de laatste club waar Wijker betaald voetbal speelde. Halverwege het seizoen 2007/2008 besloot hij op 36-jarige leeftijd eerder te stoppen met zijn actieve voetbalcarrière. Voor FC Volendam speelde Wijker in vier seizoenen nog 114 wedstrijden waarin hij viermaal wist te scoren. De voetballer zou per 1 juli 2008 de nieuwe functie als Manager Voetbalzaken binnen FC Volendam gaan bekleden. In overleg werd besloten dat Wijker per 1 januari begon met zijn nieuwe functie. Hij is hiermee de opvolger van Wim Jonk geworden. Wel was hij in geval van nood nog beschikbaar als speler. Dit bleek niet nodig maar Wijker werd met Volendam aan het einde van het seizoen nog wel kampioen van de Eerste Divisie.
Tegenwoordig speelt Wijker bij amateurclub LSVV te Zuid-Scharwoude.

## Clubstatistieken
| Seizoen   | Club        | Duels | Goals | Competitie     |
| --------- | ----------- | ----- | ----- | -------------- |
| 1993/1994 | AZ          | 27    | 1     | Eerste divisie |
| 1994/1995 | AZ          | 30    | 2     | Eerste divisie |
| 1995/1996 | AZ          | 33    | 4     | Eerste divisie |
| 1996/1997 | AZ          | 33    | 4     | Eredivisie     |
| 1997/1998 | AZ          | 34    | 2     | Eerste divisie |
| 1998/1999 | AZ          | 32    | 2     | Eredivisie     |
| 1999/2000 | AZ          | 28    | 1     | Eredivisie     |
| 2000/2001 | AZ          | 26    | 1     | Eredivisie     |
| 2001/2002 | AZ          | 31    | 0     | Eredivisie     |
| 2002/2003 | AZ          | 24    | 0     | Eredivisie     |
| 2003/2004 | AZ          | 18    | 3     | Eredivisie     |
| 2004/2005 | FC Volendam | 31    | 1     | Eerste divisie |
| 2005/2006 | FC Volendam | 37    | 2     | Eerste divisie |
| 2006/2007 | FC Volendam | 38    | 1     | Eerste divisie |
| 2007/2008 | FC Volendam | 8     | 0     | Eerste divisie |
| Totaal    | Totaal      | 430   | 24    |                |

## Erelijst
- kampioen van de Eerste divisie: 1996, 1998, 2008
- 03-10-2014 Zaalvoetbalwedstrijd tegen OZV2 3-2 ROS! Winnende goal gemaakt door neef Theo Wijnker. Theo Wijnker ook wel bekend van de uitspraak: "effe een bult zeiken".